# Ageleradix sternseptum
Ageleradix sternseptum — вид аранеоморфних павуків родини Agelenidae. Тіло досягає 6,8 мм завдовжки.

## Поширення
Ageleradix sternseptum поширений у лісах провінції Юньнань у Китаї.